# لیپهوک
لیپهوک (به انگلیسی: Liphook) یک روستا در بریتانیا است که در ایست همپشر واقع شده‌است. لیپهوک ۸٬۴۹۱ نفر جمعیت دارد.